# Lucea
Lucea ist eine Hafenstadt an der Nordküste Jamaikas, am Rand der tief eingeschnittenen, fast kreisrunden Tom Pipers Bay. Lucea ist Hauptstadt des Hanover Parish, 2001 lebten dort 6002 Menschen. Der amtierende Generalgouverneur Jamaikas Kenneth Hall wurde hier geboren, ebenso der Maler und Schriftsteller Barrington Watson.
Im 18. Jahrhundert befand sich hier ein Zentrum der Zuckerverarbeitung. Der geschützte und gut ausgebaute Hafen wurde bis in die 1960er Jahre vor allem zum Export von Bananen genutzt. Heute werden in erster Linie Gewürze und Holz exportiert.
Seit der Unabhängigkeit hat sich das Ortsbild kaum verändert. Das Zentrum bildet der Sir Alexander Bustamante Square mit dem alten Gerichtsgebäude mit kleinem Uhrturm. Gegenüber findet man den Neubau der Polizeistation und der Post. Schräg dahinter befindet sich der Markt, einige Schritte weiter der Parkplatz für Minibusse.
Die Westseite der Hafeneinfahrt wird vom Fort Charlotte flankiert. Es liegt heute auf dem Schulgelände der Oberschule Rusea High School. In unmittelbarer Nähe befindet sich die Bibliothek und weiter westlich das neue Gerichtsgebäude.

## Persönlichkeiten
- Dahlia Palmer (* 1992), Radsportlerin